# 짐 모리슨
제임스 더글러스 모리슨(영어: James Douglas Morrison, 1943년 12월 8일 ~ 1971년 7월 3일)은 록 밴드 도어스의 리드 보컬이자 작사가였던 미국의 가수, 작곡가, 시인이었다. 그의 활기찬 페르소나, 시적인 가사, 독특한 목소리, 불규칙하고 예측할 수 없는 공연, 그리고 그의 삶과 이른 죽음을 둘러싼 극적인 상황들 때문에, 음악 평론가들과 팬들은 모리슨을 록 역사상 가장 영향력 있는 선구자들 중 한 명으로 여긴다. 그의 사망 이후, 그의 명성은 세대 차이와 젊은이들의 반문화를 나타내며, 대중 문화의 최고 반항적이고 자주 보여지는 아이콘들 중 한 명으로 남아 있다.
피아노 연주자 레이 만자렉과 함께 모리슨은 1965년 캘리포니아 베니스에서 The Doors를 설립했다. 이 그룹은 2년 동안 무명에서 지내다가 그들의 셀프 타이틀 데뷔 앨범에서 가져온 그들의 미국 1위 히트 싱글 "Light My Fire"로 유명해졌다.  모리슨은 도어스와 함께 총 여섯 개의 스튜디오 앨범을 녹음했는데, 이 앨범들은 모두 잘 팔렸고 많은 앨범들이 비평가들의 찬사를 받았다. 그는 밴드가 라이브로 연주하는 동안 구어체 시 구절을 제공한 것으로 잘 알려져 있다. 만자렉은 모리슨이 "히피 반문화 반란"을 형상화했다고 말했다.
모리슨은 평생 동안 알코올 의존증이 생겼고, 이는 때때로 무대에서 그의 공연에 영향을 미쳤다. 1971년, 모리슨은 여러 상반된 목격담 속에서 27세의 나이로 파리의 한 아파트에서 예기치 않게 사망했다. 그의 요절은 종종 27 클럽과 관련이 있다. 부검이 실시되지 않았기 때문에 모리슨의 사망 원인은 여전히 논쟁의 여지가 있다.
비록 도어스가 짐 모리슨이 죽은 후 두 장의 앨범을 더 녹음했지만, 그의 죽음은 밴드의 운명에 큰 영향을 미쳤고, 그들은 2년 후에 헤어졌다. 1993년, 모리슨은 다른 도어스 멤버들과 함께 로큰롤 명예의 전당에 헌액되었다. 롤링 스톤, NME, 그리고 클래식 록은 그를 역대 가장 위대한 록 가수들 중 한 명으로 평가했다.